# Ильин, Вячеслав Константинович
Вячесла́в Константи́нович Ильи́н (род. 1959) — российский физиолог и микробиолог, доктор медицинских наук (1998), профессор, член-корреспондент РАН (2022). Лауреат Премии Правительства Российской Федерации (2003).

## Биография
Родился в Москве 4 апреля 1959 года.
В 1997 году защитил диссертацию на степень доктора медицинских наук на тему: «Обоснование способов и средств коррекции микробиологического статуса и профилактики инфекционных заболеваний у водолазов-глубоководников».
Участвовал в разработке научной программы «Бион-М».
С 2013 года — заведующий лабораторией микробной эволюции человека, с 2020 года одновременно — заведующий отделом санитарно-гигиенической безопасности человека в искусственной среде обитания Института медико-биологических проблем РАН (ИБМП).
В 2022 году избран членом-корреспондентом РАН.
Лауреат Премии Правительства Российской Федерации 2003 года в области науки и техники — за разработку и внедрение средств и методов обеспечения жизнедеятельности и безопасности человека в изолированных экосистемах с изменённой газовой средой.

## Научные интересы
Научные исследования в следующих областях:
- космическая медицина;
- космическая физиология;
- медико-биологическое обеспечение космических полётов;
- функциональные резервы организма и механизмы адаптации к воздействию различных факторов внешней среды;
- санитарно-гигиеническая безопасность человека в искусственной среде обитания;
- внедрение результатов исследований в клиническую медицину.

Участвовал в проведении экспериментов на МКС: Биориск; Метеорит.

## Награды
- Премия Правительства Российской Федерации в области науки и техники в области науки и техники 2003 года[2].
- Заслуженный деятель науки Российской Федерации (6 августа 2025 года) — за вклад в развитие науки и многолетнюю добросовестную работу[4].